# Toro Toro
Toro Toro è un comune (municipio in spagnolo) della Bolivia nella provincia di Charcas (dipartimento di Potosí) con 12.008 abitanti (dato 2010).

## Cantoni
Il comune è suddiviso in 6 cantoni.
- Anahuani
- Carasi
- Julo Grande
- Tambo Khasa
- Toro Toro
- Yambata